# Multumbo terrenus
Multumbo terrenus is een hooiwagen uit de familie Gonyleptidae.